# Sträv skruvsnäcka
Sträv skruvsnäcka (Columella aspera) är en snäckart som beskrevs av Waldén 1966. Sträv skruvsnäcka ingår i släktet Columella, och familjen grynsnäckor. Arten är reproducerande i Sverige.